# グライダー

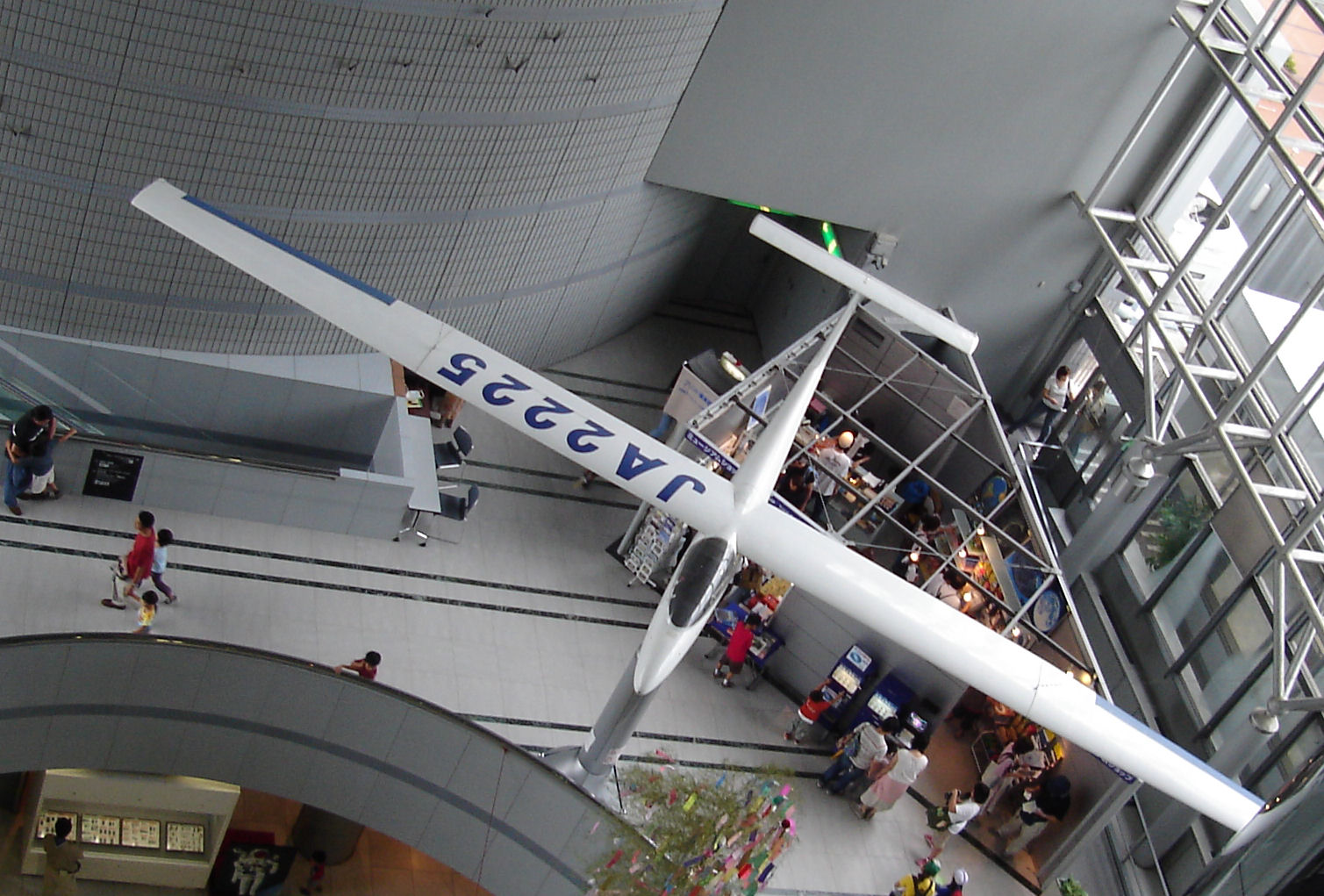
グライダー (大阪市立科学館)

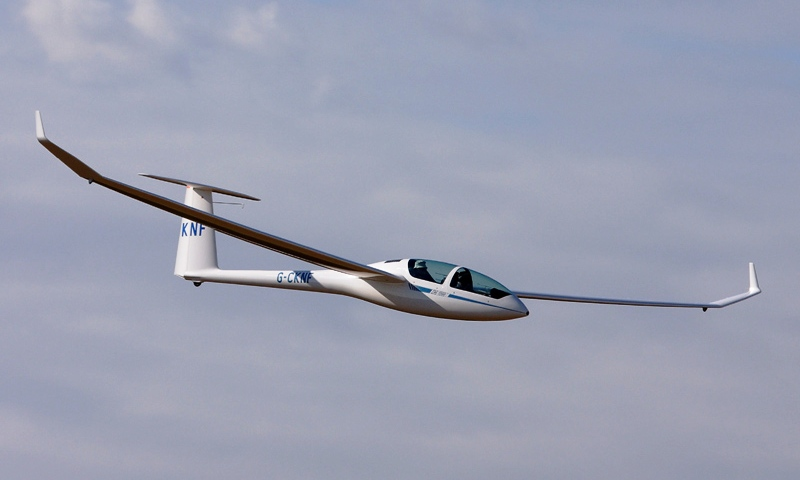
高性能複座グライダーDG1000

グライダー（英: glider、sailplane）または滑空機（）は、滑空のみが可能な航空機。日本における航空法の航空機としては「滑空機」に分類される。
飛行機のように離陸・再上昇が可能なモーターグライダーの登場以降は、区別のためピュアグライダーとも呼ばれる（レトロニム）。またハンググライダーやパラグライダーを略してグライダーと呼ぶことがある。英語のgliderは日本語のグライダーを含み、紙飛行機など大小形状問わず滑空する物体全て指す。

## 概要

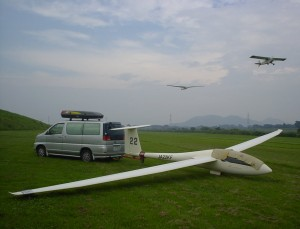
高性能単座グライダー(Discus b)、(群馬県板倉滑空場にて撮影)

2008年現在、人が搭乗するもの（実機）、並びにF.A.I.スポーティングコードに含まれる一定規格の模型がある。
グライダーの国際競技を規定しているF.A.I.スポーティングコードのセクション4C－模型航空機には、以下のカテゴリーに模型グライダー並びに模型モーターグライダー13機種が含まれている。
- カテゴリーF1－フリーフライト（3機種）
- カテゴリーF3－ラジオコントロール飛行（7機種）
- カテゴリーF5－ラジオコントロール電動飛行（3機種）

模型グライダーは、F.A.Iの模型航空競技の中でもスポーツ性が高いものであるが、機体は選手が自作することが多く、ホビー（設計と製作）とスポーツ（飛行操作）が複合した競技活動である点が実機と異なる。F.A.I.が制定した国際級模型グライダーのほかに、各国の模型航空統括団体などが独自に制定した国内級やクラブ規格もある。これらは大きさや形式が様々であり、スポーツ性・趣味性・玩具性などの要素が混在しており、一概に区分できない。
動力がなくとも、上昇気流をとらえる技術のあるパイロットならば高く長く飛行することができる。このような飛行をソアリング(soaring)と呼ぶ。日射による熱上昇風（サーマル）を捉えるのが最も一般的で、山の斜面上昇風を使う地域もある。大きな山岳や大平原の気象条件が有利なため日本記録も国外で記録されることがほとんどであるが、500km往復の日本速度記録189km/hは日本国内で達成された。日本国内でも2003年に群馬県から岩手県にわたる地域で6,000m程度の高度を使い、8時間で1,038kmが飛ばれている。那須の山岳波（山などの風下に発生する大規模な大気のスタンディングウェーブ）を利用してチョモランマ（エベレスト）山の高度を越える、当時の日本記録が作られた実績もある。日本人が作った世界記録も数多い。世界記録や技能向上の楽しみのための認定記章はジュネーブの世界航空連盟（Fédération Aéronautique Internationale, FAI）が管理している。距離の世界記録はアンデス山脈での3,000km超に至っている。
人が搭乗する実機グライダーは、日本では航空法で規定された航空機であり、自家用操縦士、事業用操縦士の技能証明（動力と上級。初級と中級は技能証明は不要。）がある。練習飛行を始めるには航空身体検査のみで操縦練習許可証が発行される（自動車における仮免許。但し検定受検は不要でいきなり取得出来る）。最低年齢は飛行機より若く16歳（ただし操縦練習許可証は14歳から発行でき、練習が出来る）。
飛行機に比べ費用・法制度のハードルが低いため大学のクラブでも盛んに利用されている。またパイロットを目指す者が将来へ向けてグライダーから開始することもあるなど、初等練習機としての利用も多い。
事業用操縦士の規定はあるが、乗員は2名までで輸送業務なども許可されないため、現代ではスカイスポーツ (競技)のみに利用されている。

## 歴史
世界で初めてグライダーを構想、製作した者はジョージ・ケイリーであり、1853年のある日、自分の家の御者を乗せて初飛行を行った。御者の名前は残されていない。
日本では1909年12月9日、相原四郎が竹製の複葉式グライダーで飛行に成功している。これは自動車で牽引したものであったが、発動機に頼らないものとしては1925年3月21日、群馬県佐野村の米穀商、馬場源八郎が手製のグライダーにより、無発動機による飛行を行った。
第二次世界大戦では、前線へパラシュート降下の訓練を受けていない兵士や車両、対戦車砲などを輸送するために飛行機で曳航する軍用グライダーが各国で使用された。
日本でも 1944年、茨城県の男子中等学校（29校）の正課（教科）の一つに「滑空」が位置づけられ搭乗員の養成が行われた。

## 機体

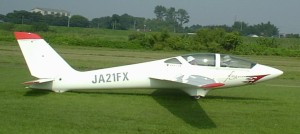
曲技世界選手権でも使われている、あらゆる曲技が可能な複座グライダー(Fox)

軽くて丈夫で製造しやすく、成形しやすい繊維強化プラスチック(FRP)製のモノコック構造のものが主流である。FRP以前は合板を加工して機体を形づくる木製構造や、鋼管羽布張りと呼ばれる鉄パイプの骨格を布で覆うことで機体を形づくる構造が主流であった。第二次世界大戦後でも日本の文部省がグライダーを奨励した時期もあり、日本国産機が国内の主要機だった時代もあるが、1980年代以降は日本国内生産がない。現在生産しているのは主にドイツと東欧である。ドイツでグライダーが盛んになったきっかけは第一次世界大戦後に軍用機に制限が加えられたためという（空軍パイロットの初期訓練によく使われた）。

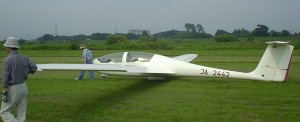
曲技も可能な複座グライダー(Twin III Acro)。訓練にも使われている。群馬県板倉滑空場にて撮影

外見で他の飛行機に対して最も際立った特徴となっているのが細くて長い主翼であり、揚抗比を大きくする形状となっている。アスペクト比（縦横比）は非常に大きく、旅客機が6～7程度であるのに対してグライダーは15～22程度となっている。この大きなアスペクト比によって翼に発生する誘導抵抗が小さくなることにより、最新の旅客機で揚抗比（滑空比）が20程度であるのに対し、日本国内で使用されているグライダーでは28から60程度の滑空比を実現している。これはつまり高度1,000mから飛行を開始し高度0mになるまで無風で28kmから60kmの距離を滑空することができるということである。滑空比は訓練用の2人乗りのもの（ASK 13、ASK 21など）で28～38、1人乗りのもので35～50程度、翼幅26mというような高性能機では2人乗りでも60に達する。

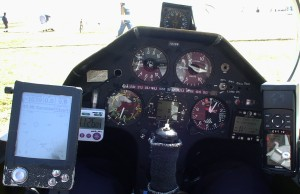
単座グライダーの計器板例。最上部にコンパス。丸型の二つ横並びは2種の昇降計（バリオメータ）。丸型の三つ横並びは速度計（km/h表示もあるがこれはノット計）、中央が滑空比計算コンピュータと音響表示バリオメータの複合装置、右が高度計。メートル表示もあるがこれはフィート計。その右の四角はGPS経路記録機の表示。左の大きなPDA表示はGPS経路記録機に接続してグラフィックディスプレイとするもの。そのすぐ右の白い枠は時計。最右にあるのはハンドヘルドGPS。操縦桿に隠れてVHF無線機。

フラップにより翼型を変化させ高速性能を上げる機種も多い。ただし翼型の設計の進歩に伴い1990年以降にはフラップのない機体が競技会で活躍したことから、自重が重く低速飛行時のためフラップが安全上必要なエンジン付きの機体以外ではフラップなしの設計も再評価されている。
高性能のグライダーでは翼内に200L程度の水タンクを備え、上昇気流が強い場合に平均飛行速度を速くする機構を装備しているのが一般的である。水は着陸前に放出する。自重は1人乗りで260kg、2人乗りで380kgが代表的なところ。エンジンは数十kgの加算となる。

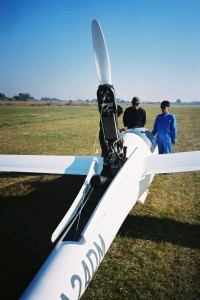
エンジン・プロペラを展開した状態のエンジン格納型グライダー

無尾翼や可変翼のグライダーも試作されている。米国では個人製作の機体も一時盛んであった。日本国内でも東北大学のクラブなどで製作されたものがある。
計器は速度、高度、コンパスに加えて滑り（機体と気流が相対する方向と、機首の指す方向が一致していないこと。こうなると抵抗が大きくなる）を見るための毛糸をキャノピーに貼るのが基礎である（この毛糸が常に機体の軸線と一致するように操縦すれば滑りがないということになる）。これに加えて周辺大気の上下動を知るために飛行機のものよりも複雑な昇降計が装備される。また初期訓練機以外は記録飛行や競技のためにグライダー専用のGPS表示・経路記録装置と滑空距離計算コンピューターを装備している場合が多い。無線機としては従来は短波のグライダー周波数無線機が用いられてきたが、現在は航空用VHF無線機が殆どとなった。3,000m以上の高高度の飛行のためトランスポンダーや、酸素供給装置を装備した機体も増えてきている。
滑空機はかつてゴムによるカタパルト打ち出し式の初級滑空機（プライマリー）、ウィンチ使用の中級滑空機（セカンダリー）、ウィンチに加えて飛行機曳航のできる上級滑空機（ソアラー）に分けられた時代もあったが、日本国内では1980年代以降初級・中級機の日常的運航は行われなくなり、21世紀の日本では法規上は滑空機の機体検査（耐空証明）について曲技A、実用Uの区別があるのみである。動力滑空機（曳航装置ありとなしの2種）についても曲技A、実用Uがある。
グライダーは一般的に飛行機より強度が高く、1人乗りで荷重倍数+5G、-2.5G程度が典型的である。

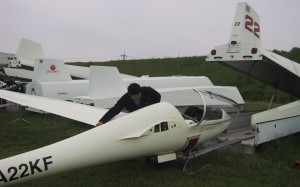
グライダーをトレーラーから出して翼を胴体に取り付けているところ（板倉滑空場）

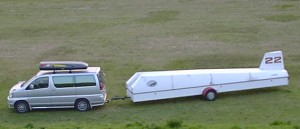
グライダーを入れたトレーラーを自動車で移動

曲技用の機体は+7G～+10G程度の強度があり曲技飛行機に比べて同等以上の高強度である。専用機では超過禁止速度が300km/h程度と一般的な機体の250～280km/hよりも速くなっている。日本国内では日本飛行機/Pilatus B4金属機が（本来は距離飛行用であるが）普及している。
ヨーロッパでは草地に格納庫を建ててグライダーを組み立てた状態で保管している場合が多いが、米国や日本では翼を抜いてライトトレーラーに格納している場合が多い。純滑空機は毎日組み立て・分解が可能な設計となっているものが殆どである。1人乗りでは2人で15分程度で作業ができる。距離飛行で野外に着陸した際に、その場所から飛行機曳航での離陸ができない場合はトレーラーを引いた車で回収する。

## 操縦
グライダーには飛行機と同様一般に補助翼、方向舵、昇降舵の3舵があり、操縦桿とペダルの操作により姿勢を変える。操縦桿を前後に動かすことで昇降舵により機首の上げ下げ（ピッチング）を、左右に動かすことで補助翼により機体の左右の傾き（ローリング）を、2つのペダルの踏み分けることで方向舵により機首の左右の振り（ヨーイング）をコントロールする。速度はピッチによって決まる。着陸の際は一定の速度を保ちつつ着陸点を狙う必要があるため、ダイブブレーキ（またはスポイラー、エアーブレーキ）を使用して着陸点への降下角を調整する。
上昇気流を捉えることができないと1回の飛行時間はウィンチ曳航で数分間、飛行機曳航で15分間ほどである。初期の練習では学習効果等を考慮して、1時間を超えるような長時間飛行は行われないこともあるが、初単独飛行以後は、上昇気流をとらえる技術を磨きながら長時間滞空するようになってくる。一定の技量の目安としてのFAI技能賞銀章は滞空5時間、高度獲得1,000m、クロスカントリー飛行（距離飛行）直線50kmが基準である。

### 離陸

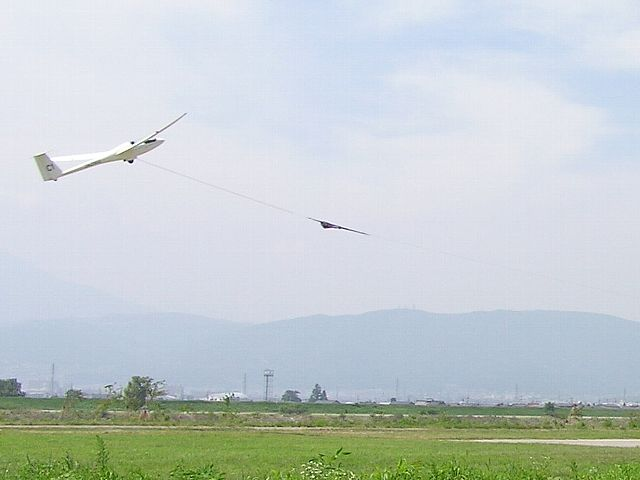
ウインチ曳航による発航
（長野市滑空場）

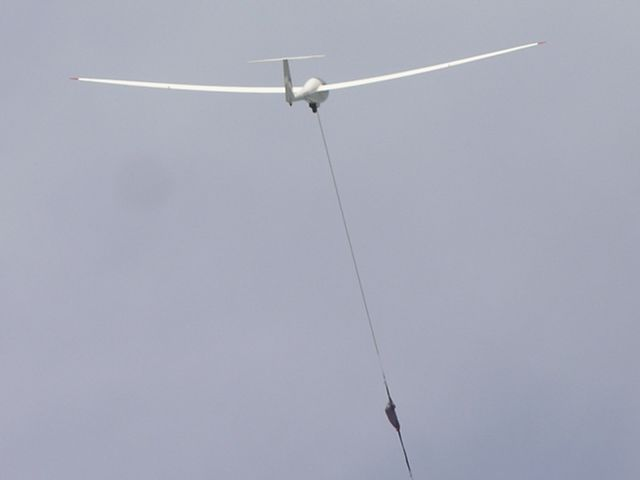
ウインチ曳航中のグライダー
（長野市滑空場）

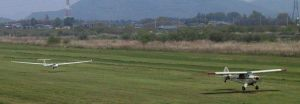
飛行機曳航による発航（群馬県板倉滑空場）

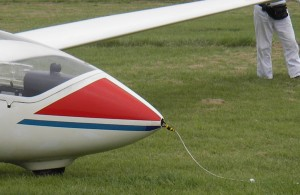
グライダーへの飛行機曳航索取り付け

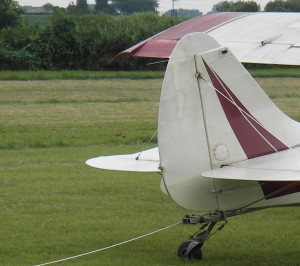
曳航機への飛行機曳航索取り付け

純グライダーは動力がなく自力では離陸できないため、ウインチ曳航、飛行機曳航により離陸する。日本国内でも以前は自動車曳航も行われていた。
ウインチ曳航は、グライダーに800～1,500mほど延ばした金属または化学繊維製のワイヤーロープを取り付け、これをエンジンまたは電動モーターにより動かされるウインチを使用して高速で巻き取る。それによりグライダーは急激に加速、上昇していく。最高高度（300～600mほど）に達したらグライダー側でフックを操作しロープをはずす。
飛行機曳航は、グライダーにロープを取り付け、これを飛行機により牽引することで、飛行機の上昇とともにグライダーも上昇していく。一定高度（600～900mほど）になった時点で、グライダー側でフックを操作しロープをはずす。

### 着陸
グライダーにおいて着陸は、その他の航空機と同様に最も危険な時である。全事故の80%が着陸時に起っている。ただし重大な事故は低空での失速によるものが主である。着陸には都合の良い位置と高度に適正な速度で戻ってこなければならないため、操縦上は降下角、軸線、速度を合わせるという操作が必要になる。高度が30m程度より低くなると地面との摩擦で風が弱くなるため失速に注意する必要があり、さらに低くなって翼幅くらいの高さになると翼の地面効果により空気抵抗が減って滑空比が大きくなる。接地する際には失速ぎりぎりの所で接地すると跳ね上がったり着陸滑走が長くなったりしないが、タイミングを誤ると数メートルの高さから落着することになる。

## 競技

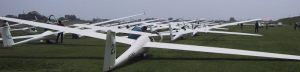
日本滑空選手権の発航前風景

スカイスポーツとして欧米では6月を中心にグライダー競技会が盛んに開かれる。200～1,000km程度の指定コースの平均速度を主に競う2年に1度の世界選手権には日本人も出場しているが成績上位者は英仏独に多い。国際競技会は FAIの規則が原則適用される。競技カテゴリーは参加者により一般、女子のみ、ジュニアと分かれ（国によりシニアもあり）、機体別に翼幅無制限（オープン）クラス、18mクラス、15mクラス、スタンダードクラス（15mクラスでかつフラップのないもの）、ワールドクラス（認定はPW-5の一機種のみ）、クラブクラス（15mクラスの機種で古いもの）に分かれている。日本選手権も開催されており120～280km程度のコースで実施される。
高性能機種はまず競技のための最新機として販売されるため規則の変更と共に生産される機体が変わってゆく。距離・速度競技とは別に、曲技飛行のカテゴリーとしてのグライダー曲技世界選手権もある。日本国内ではグライダー、飛行機とも定期的な曲技日本選手権は開催されていないが、イベントなどで時折披露される。
同立戦や七大戦でもグライダー競技が行われている。

## 飛行場所
日本の滑空場は四国と沖縄を除き全国にある。広い平坦な用地を必要とするため河川敷を利用している場合が多く、利根川水系には目立って多い。飛行場や自衛隊基地を利用している場合もある。日本の飛行団体は大学系と一般に分かれて各所にある。他国でも滑空場は空港とは別にあることが多い。日本は地形、気象とも変化に富みソアリングには好適な自然条件である。しかし谷や平地に住宅、送電線が多く、水田に水が張られている時期には場外着陸が容易でないことから高性能機と細かな計画が距離飛行に必要とされる。日本国内航空法でも諸外国と同じくグライダー、モーターグライダーは離着陸を飛行場外で行うことができる。

### 日本の主な滑空場
- 滝川市航空科学センター
- 大樹町多目的航空公園
- 日本航空学園千歳滑空場
- 白老滑空場
- 角田滑空場
- 妻沼滑空場
- 板倉滑空場
- 双葉滑空場
- 大野滑空場
- 木曽川滑空場
- 富士川滑空場
- 久住滑空場